# Halimede (měsíc)
Halimede je jedním z měsíců planety Neptun. Byl objeven Matthewem Holmanem a jeho týmem 14. srpna 2002. Je pojmenovaný po jedné z padesáti Néreoven z řecké mytologie. Jeho původní označení bylo S/2002 N 1, své jméno dostal 3. února 2003. Obíhá planetu ve vzdálenosti zhruba 15 728 000 km. Jeho průměr je přibližně okolo 62 km.